# Río Donguil
El río Donguil es un curso natural de agua que nace cerca del lago Villarrica, sigue una dirección general NO, bordea la ciudad de Gorbea y desemboca en el río Toltén.

## Trayecto
Este río tiene una amplia red de drenaje desde el límite sur de toda la hoya que reúne el estero Puyehue. Más aún, sus cabeceras del este casi captan aguas del curso superior del río Toltén. Su curso inferior es navegable por embarcaciones de poco calado. A sus orillas fue construida la ciudad de Gorbea.: 460 

## Caudal y régimen
La subcuenca del río Toltén que abarca desde su nacimiento en el lago Villarrica hasta su desembocadura en el océano Pacífico e incluye los ríos Donguil y Mahuidanche, posee un régimen pluvial, con sus crecidas en los meses de invierno, resultado de importantes aportes pluviales, y con sus menores escurrimientos en los meses de verano. En años lluviosos los mayores caudales ocurren entre junio y agosto, producto de lluvias invernales. En años normales y secos los mayores caudales también se observan en invierno, entre junio y agosto. El período de menores caudales se presenta en el trimestre enero-marzo.: 54 

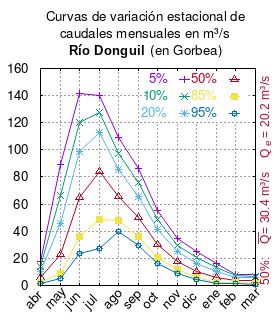
Curvas de variación estacional del río Dongil en Gorbea.

El diagrama con las curvas de variación estacional muestra claramente el comportamiento pluvial del caudal del río, con crecidas en los meses de invierno. 
El caudal del río (en un lugar fijo) varía en el tiempo, por lo que existen varias formas de representarlo. Una de ellas son las curvas de variación estacional que, tras largos periodos de mediciones, predicen estadísticamente el caudal mínimo que lleva el río con una probabilidad dada, llamada probabilidad de excedencia. La curva de color rojo ocre (con {\displaystyle {\color {Red}\vartriangle }}) muestra los caudales mensuales con probabilidad de excedencia de un 50%. Esto quiere decir que ese mes se han medido igual cantidad de caudales mayores que caudales menores a esa cantidad. Eso es la mediana (estadística), que se denota Qe, de la serie de caudales de ese mes. La media (estadística) es el promedio matemático de los caudales de ese mes y se denota {\displaystyle {\overline {Q}}}. 
Una vez calculados para cada mes, ambos valores son calculados para todo el año y pueden ser leídos en la columna vertical al lado derecho del diagrama. El significado de la probabilidad de excedencia del 5% es que, estadísticamente, el caudal es mayor solo una vez cada 20 años, el de 10% una vez cada 10 años, el de 20% una vez cada 5 años, el de 85% quince veces cada 16 años y la de 95% diecisiete veces cada 18 años. Dicho de otra forma, el 5% es el caudal de años extremadamente lluviosos, el 95% es el caudal de años extremadamente secos. De la estación de las crecidas puede deducirse si el caudal depende de las lluvias (mayo-julio) o del derretimiento de las nieves (septiembre-enero).

## Historia
Francisco Solano Asta-Buruaga y Cienfuegos escribió en 1899 en su obra póstuma Diccionario Geográfico de la República de Chile sobre el río:
Dónguil.-—Río de corto curso y caudal, que corre por la parte nordeste del departamento de Valdivia. Procede de las sierras inmediatas al SE. del lago de Villa Rica, y se dirige hacia el NO. á vaciar en el río Toltén por su izquierda poco más abajo de su salida de ese lago. Se le junta el Quitratué.